# Paris–Brest–Paris

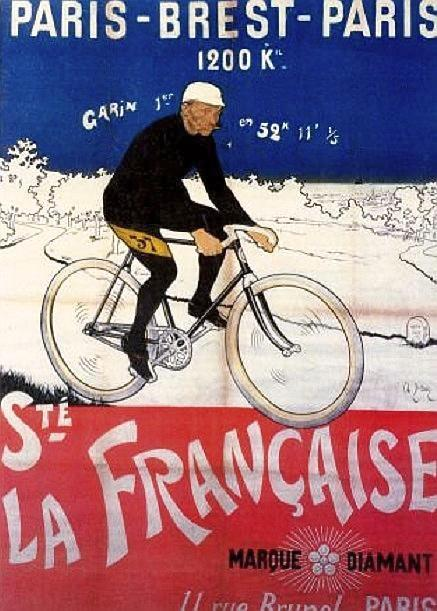
Affisch från 1901.

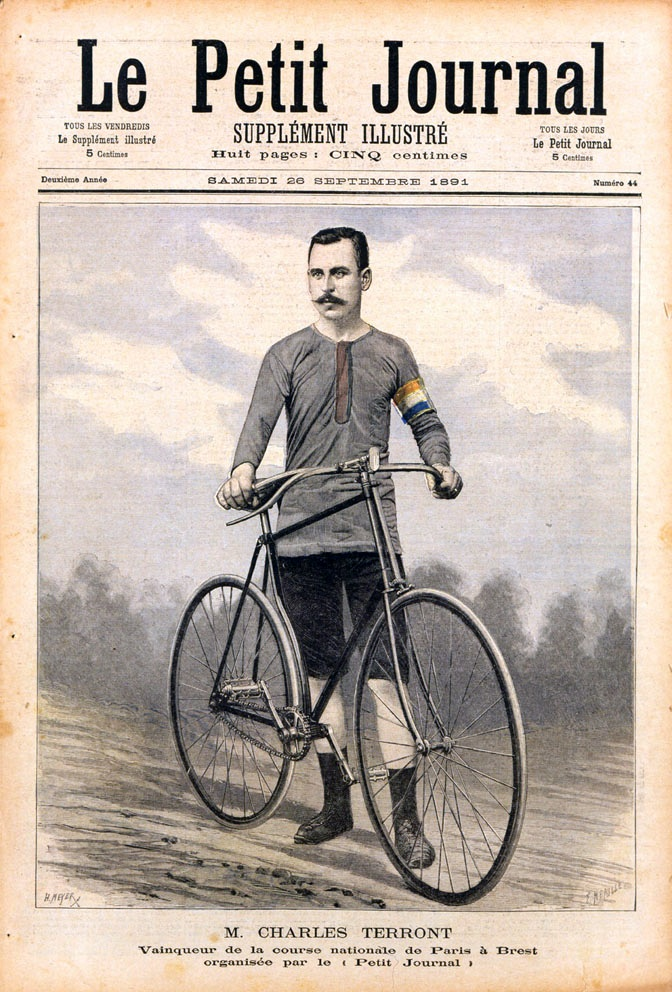
Charles Terront, den förste vinnaren. Hans medelhastighet var 16,9 km/tim.

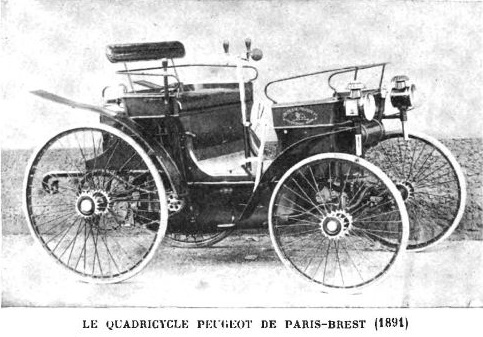
I loppet 1891 deltog även denna Peugeot 3..

Paris–Brest–Paris var ett lopp i landsvägscykling som gick från Paris till Brest och åter. Loppet var 1200 km långt och avhölls sju gånger under perioden 1891 till 1951.
1931 infördes ävan ett motionslopp av typen randonne på samma sträcka. Detta lopp, PBP Randonneur, arrangeras sedan 1971 en gång vart fjärde år. Maxtiden är 90 timmar. 2023 deltog 6 431 cyklister (475 damer), varav 4 866 (75,7 %) kom i mål inom tidsgränsen.

## 1891
Det första loppet startade på morgonen den 6 september 1891 och arrangerades av Le Petit Journal för att demonstrera de nya säkerhetscyklarnas användbarhet. Endast franska cyklister deltog, både amatörer och professionella. Charles Terronts vinnartid var 71 timmar och 37 minuter. I loppet deltog även tio trehjulingar, två tandemcyklar, en höghjuling (framförd av Alexandre Duval som kom in på 49:e plats efter sex dygn, tio timmar och tre minuter) och en "bensindriven fyrhjuling" ("quadricycle à pétrole") av märket Peugeot (som kommit halvägs efter nästan sju dygn). Av de 206 som lämnade Paris hade 100 tagit sig i mål inom tidsgränsen på tio dygn.
| År   | Vinnare         | Tvåa               | Trea             |
| 1891 | Charles Terront | Joseph Louis Laval | Henri Coullibeuf |

## Paris–Brest–Paris för professionella
1901 delades loppet in i två klasser, dels ett "turistlopp" för amatörer och dels ett professionellt tävlingslopp, på initiativ från den nya medarrangören L'Auto-Vélo under ledning av Henri Desgrange och nu tilläts även internationellt deltagande. Denna modell hölls sedan vart tionde år till och med 1951 (upplagan 1941 ställdes dock in på grund av andra världskriget, men ett "ersättningslopp" arrangerades 1948). Ett professionellt lopp var även inplanerat både 1956 och 1961, men intresset hade svalnat – motionsloppen arrangerades dock.

### Podieplaceringar
| År   | Vinnare          | Tvåa              | Trea                  |
| 1901 | Maurice Garin    | Gaston Rivierre   | Hippolyte Aucouturier |
| 1911 | Émile Georget    | Octave Lapize     | Ernest Paul           |
| 1921 | Louis Mottiat    | Eugène Christophe | Émile Masson          |
| 1931 | Hubert Opperman  | Léon Louyet       | Giuseppe Pancera      |
| 1948 | Albert Hendrickx | François Neuville | Mario Fazio           |
| 1951 | Maurice Diot     | Édouard Muller    | Marcel Hendrickx      |

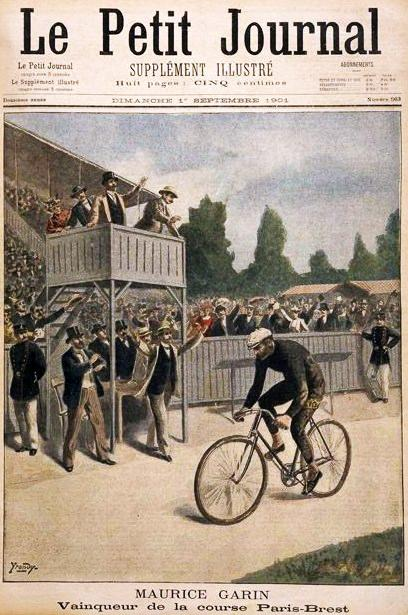
1901 - Maurice Garin
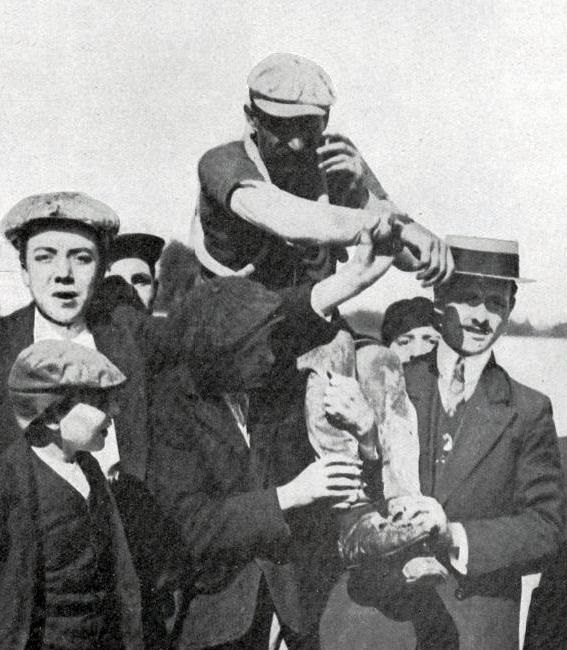
1911 - Émile Georget
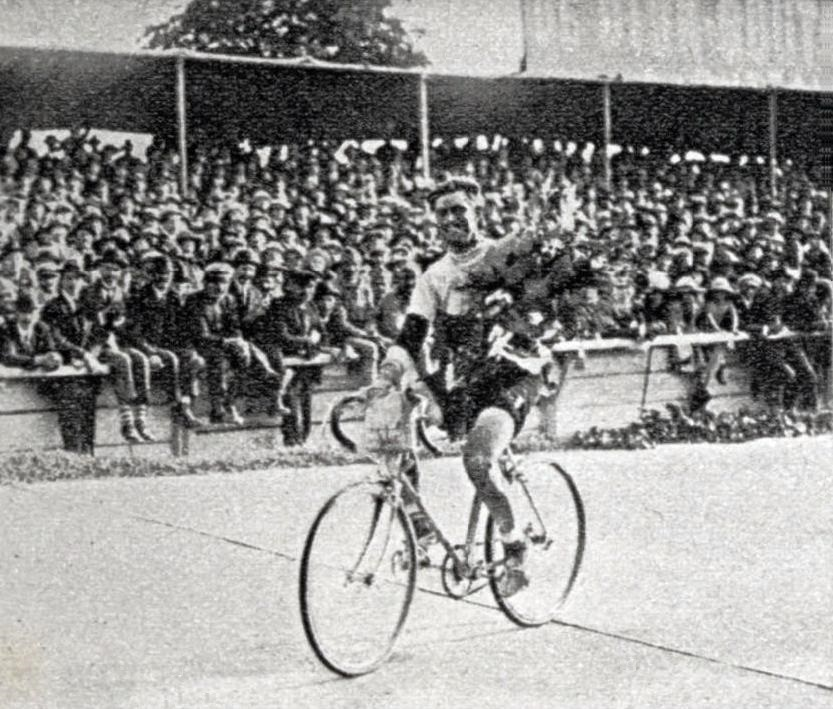
1921 - Louis Mottiat
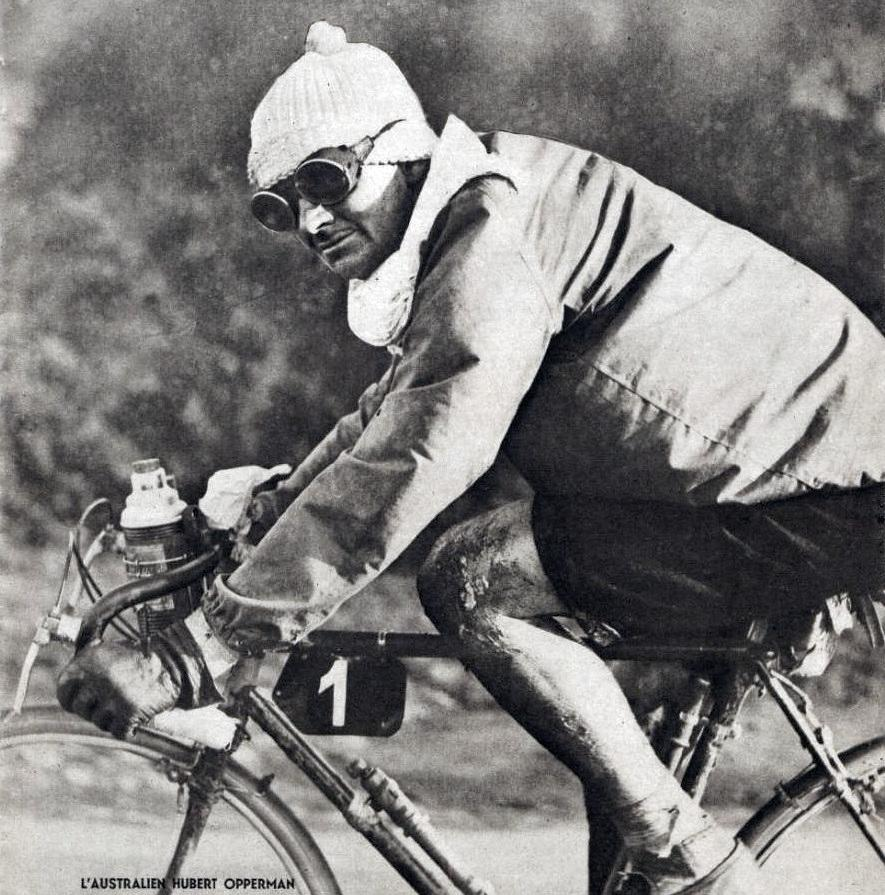
1931 - Hubert Opperman
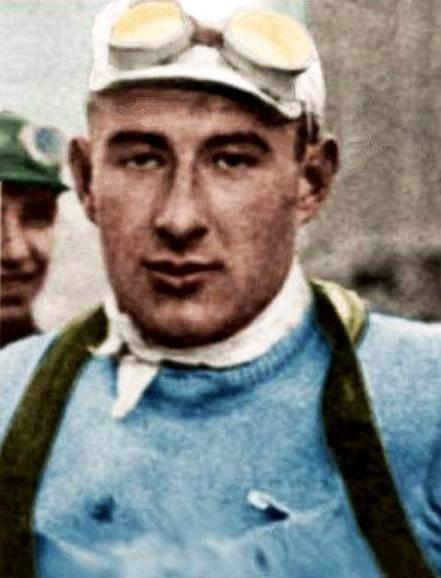
1948 - Albert Hendrickx
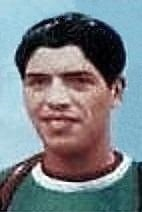
1951 - Maurice Diot

## PBP Randonneure
1979 var första upplagan med svenskt deltagande. Flest fullföljda PBP bland svenskar har Jean-Claude Muzellec, ursprungligen från Brest, som fullföljt loppet åtta gånger (1979-2007). Sju fullföljda lopp har Ulf Sandberg (1987 samt 1995-2015).
| År   | Antal startande | Antal fullföljande | Antal fullföljande svenskar |
| ---- | --------------- | ------------------ | --------------------------- |
| 1979 | 1762            | 1574               | 6                           |
| 1983 | 2106            | 1895               | 24                          |
| 1987 | 2579            | 2119               | 37                          |
| 1991 | 3276            | 2617               | 23                          |
| 1995 | 2860            | 2376               | 30                          |
| 1999 | 3573            | 2977               | 40                          |
| 2003 | 4069            | 3458               | 42                          |
| 2007 | 5159            | 3607               | 75                          |
| 2011 | 5002            | 4086               | 98                          |
| 2015 | 5870            | 4610               | 88                          |